# Padiham
Padiham (/ˈpædiəm/ PAD-i-əm) é uma cidade e freguesia banhada pelo rio Calder, há cerca de 5 km a oeste de Burnley, Lancashire, Inglaterra. Faz parte do Borough de Burnley. Originalmente pelo rio Calder, é margeado pela colina de Pendle Hill a noroeste e nordeste. O Censo do Reino Unido de 2011 deu a Padiham uma população de 10.098 habitantes, estimada em 2019 em 10.138.

## História
Nenhum sítio pré-histórico ou romano foi encontrado na área construída da cidade. Padiham, embora seja um nome de origem anglo-saxônica, não está registrado no 1086 Domesday Book. O primeiro registro, como Padyngham, data de 1294. Permaneceu por séculos como uma cidade mercantil, onde produtos de Pendleside eram comprados e vendidos. A cidade se expandiu e foi reconstruída durante a Revolução Industrial. O centro é agora uma área de conservação.
A população de Padiham atingiu o pico por volta de 1921 em cerca de 14.000, diminuindo para 10.000 no início dos anos 1960 e 8.998 na época do censo de 2001.As pessoas estavam se mudando para o sul da Inglaterra em busca de trabalho, após o declínio das indústrias tradicionais de algodão, carvão e manufatura de engenharia.
A rainha Elizabeth II e o príncipe Filipe de Edimburgo visitaram Burnley, Nelson e a velha fábrica de válvulas Mullard em Simonstone, perto de Padiham, pela primeira vez, em sua excursão pós-coroação em Lancashire, em 1955.

## Governo
Padiham, que já foi um município na freguesia de Whalley, tornou-se uma freguesia em 1866. Um distrito urbano cobriu a cidade de 1894 até 1974, mas ao longo deste tempo, algumas áreas rurais, principalmente ao norte, tornaram-se uma nova freguesia, Northtown, como parte do distrito rural de Burnley. A área de Padiham Green, até então parte de Hapton, juntou-se a Padiham, com outra pequena área seguinte em 1935. Desde 1974, Padiham faz parte do Borough de Burnley. Inicialmente parte de uma área não cultivada, uma nova freguesia de Padiham foi formada no final de 2001, cobrindo uma área semelhante ao antigo distrito urbano. A Junta de Freguesia foi instituída em 2002. Outras mudanças de limites em 2004 viram a freguesia ganhar mais território ao sul de Hapton.
Os conselheiros de Padiham, no Conselho do Borough de Burnley, são eleitos para a Ala Gawthorpe, que cobre a maior parte de Padiham, mas não o Gawthorpe Hall, com as áreas sul e leste cobertas por Hapton com a Ala Park. O Conselho do Borough de Burnley agora envia correspondência pública para pessoas de Burnley e Padiham. Padiham está sob o conselho do condado de Lancashire. O Constituinte Parlamentar, Burnley, é atualmente representado por Antony Higginbotham, pelo Partido Conservador.

## Demografia
De acordo com o Censo do Reino Unido de 2011, a freguesia tinha uma população de 10.098, um aumento de 8.998 no censo de 2001. A cidade faz parte de uma área urbana mais ampla, que tinha uma população de 149.796 em 2001. Uma área semelhante, mas maior, Burnley Built-up, definido no censo de 2011, tinha uma população de 149.422. 
A composição racial da cidade em 2011 era de 98,1% de brancos (96,6% de brancos britânicos), 1,1% de asiáticos, 0,1% de negros, 0,5% de pardos e 0,1% de outros. Os maiores grupos religiosos eram cristãos (70,0%) e muçulmanos (0,6%). 68,3% dos adultos com idades entre 16 e 74 anos foram classificados como economicamente ativos e trabalhadores.
| Ano       | 1901   | 1911   | 1921   | 1931   | 1939   | 1951   | 1961  | 2001  | 2011   |
| --------- | ------ | ------ | ------ | ------ | ------ | ------ | ----- | ----- | ------ |
| População | 12,205 | 13,635 | 12,471 | 11,633 | 10,011 | 10,041 | 9,899 | 8,998 | 10,098 |

## Economia
No século XIX, a indústria de Padiham baseava-se na mineração de carvão e na tecelagem. Helm Mill, em Factory Lane, foi o primeiro moinho construído, em 1807. Em 1906, haviam vinte moinhos de algodão, embora o mais bem preservado, agora convertido em apartamentos, seja Victoria Mill, em Ightenhill Street, construído entre 1852-1853 e ampliado em 1873. Muitos cotonicultores pertenciam à Padiham Weavers 'Association (Associação de Tecelãos de Padiham), cujo número de membros atingiu o pico em 1907, com mais de 6.000.
O desenvolvimento industrial foi ajudado pela proximidade com o Leeds and Liverpool Canal, cerca de 2 milhas (3,2 km) ao sul. Em 1848, Padiham tinha muitos depósitos de carvão ao redor da cidade, incluindo duas grandes minas e várias fábricas menores. A disponibilidade de carvão e água nas proximidades ajudou a impulsionar a indústria do algodão. A indústria se beneficiou ainda mais com a chegada da ferrovia em Hapton, em 1840, e na própria Padiham, em 1877. A última mina fechou por volta de 1870, embora a mineração continuasse em áreas fora da cidade até a década de 1950. Além disso, a mineração a céu aberto ocorreu na década de 1960 a leste da cidade, perto de Gawthorpe Hall, ao norte do rio Calder. 
Desde a década de 1960, as fábricas de algodão restantes continuaram em declínio, iniciado na década de 1930. O mesmo aconteceu com o papel da Padiham como base de manufatura até a década de 1990. O último grande empregador da cidade no setor, Baxi, fechou sua fábrica em março de 2007, com uma perda de 500 empregos.  
Um moderno parque empresarial, Shuttleworth Mead, foi inaugurado em 2001 na extremidade oeste da cidade, onde existiu, até 1993, a Padiham Power Station (Estação de Energia de Padiham). O parque empresarial foi apoiado por £2,2 milhões do Fundo Europeu de Desenvolvimento Regional e £2 milhões da Agência de Desenvolvimento do Noroeste. Os inquilinos incluem Supanet, um provedor de serviços de Internet (ISP) e Graham & Brown, uma empresa de revestimentos de parede. 
Em 2007, a Fort Vale Engineering desenvolveu uma nova fábrica construída para esse fim, onde a antiga unidade da Mullard/Philips em Calder Vale Park, Simonstone, havia fechado, em 2004. A Fort Vale Engineering emprega cerca de 280 pessoas locais e trouxe negócios para outros empregadores locais.

## Marcos de Fundação
Existem cinco mansões importantes na área local: Huntroyde Hall, que data de 1576, e Simonstone Hall, que data de 1660, nas proximidades de Simonstone, ainda são propriedade privada. Gawthorpe Hall foi doado ao Tesouro Nacional em 1970, mas é administrado em conjunto com o Conselho do Condado de Lancashire sob um contrato de arrendamento de 99 anos. Gawthorpe fica no distrito de Ightenhill. O Tesouro Nacional também administra um escritório e uma sala de chá no pátio da propriedade. Gawthorpe pertencia à família Shuttleworth, que mantinha Shuttleworth Hall perto de Hapton desde o século XII. O edifício atual data de 1639 e ainda é uma fazenda em funcionamento. Read Hall and Park fica na aldeia vizinha de Read, a cerca de 1,6 km a oeste de Padiham pela A671. 
A Saint's Leonard Parish Church, igreja construída entre 1866 e 1869, é um edifício listado como Grau II. Ocupa o local de igrejas antigas, que datam de 1451 ou antes. O cemitério original não se estendia tanto ao norte como hoje. Em 1802, foram feitas propostas para estendê-lo e remover "incômodos" no lado norte da igreja. Isso ocorreu em 1835. Parece provável que as antigas instalações da Padiham Grammar School foram compradas e demolidas naquela época.
A Prefeitura de Padiham, em Burnley Road, foi construída em 1938, sendo projetada pela Bradshaw Gass & Hope, e é um edifício listado como Grau II.
O Padiham Memorial Park, no topo da Church Street, foi projetado por Thomas Mawson, um prolífico paisagista. Foi inaugurado oficialmente em 1921, como um memorial aos habitantes da cidade que deram suas vidas na Primeira Guerra Mundial. Agora também homenageia as vítimas da Segunda Guerra Mundial. 
O parque cobre 12 acres (4,9 ha) em dois locais divididos pelo rio Calder. A seção superior é principalmente formal, dominada pela Knight Hill House, atualmente usada como um centro da Age UK (anteriormente Age Concern), e tem um jardim de rosas, gramados e dois memoriais. A seção inferior, fora da Park Street, tem dois campos de boliche, quadras de tênis, pista de skate e o Centro de Lazer Padiham. O parque é vencedor do prêmio Green Flag. O parque ainda tinha vestígios de alguns abrigos antiaéreos da Segunda Guerra Mundial, em 2008.
O Padiham War Memorial fica na entrada principal do parque, em Blackburn Road. Há um segundo memorial em frente ao pub George IV. Um morador local, Thomas Clayton, financiou o parque em seu testamento; a assinatura pública fornecia dinheiro adicional para os vários recursos do parque.
Perto do memorial de guerra, o Air Crash Memorial relembra vários jovens locais mortos em 3 de julho de 1970, quando um Dan Air de Havilland Comet desviou de seu curso e caiu no terreno elevado da Cordilheira de Montseny, no nordeste da Espanha.
A aeronave, destruída no impacto e pelo subsequente fogo terrestre, continha três tripulantes, quatro tripulantes de cabine e 105 passageiros, todos mortos. Foi o primeiro acidente fatal da companhia aérea envolvendo passageiros pagantes. O operador turístico, Clarksons Holidays, era na época a maior empresa britânica de pacotes de férias.
Vários outros edifícios na área também são de interesse histórico. Hargrove pode ser visto de uma trilha pública ao lado do desvio de Padiham, ao norte da cidade, e do conjunto habitacional da década de 1950 ao norte de Windermere Road. Por mais de 400 anos, foi o lar da família Webster de fazendeiros. A casa é provavelmente do século 17 e parte da propriedade Huntroyed. O carvão de um afloramento local aqueceu a casa por muitos anos. A Stockbridge House em Victoria Road foi ocupada pelos Holts, uma família de agricultores, em 1802 e tem uma chaminé jacobina. High Whitaker Farm fica a nordeste de Hargrove, acessível por trilha pública a partir de Higham Road e de Grove Lane. O edifício é do século 16 e disse ter sido usado para esconder católicos durante o reinado de Henrique VIII. Outras casas dignas de nota são Priddy Bank Farm e Foulds House Farm, ambas fora de Sabden Road, e Arbory Lodge em Arbory Drive.ses of note are Priddy Bank Farm and Foulds House Farm, both off Sabden Road, and Arbory Lodge on Arbory Drive.

## Transportes
A estação ferroviária de Padiham ficava em um ramal (conhecido como Great Harwood loop) da linha East Lancashire de Burnley a Blackburn. Foi inaugurado em 1877, mas foi fechado em 2 de dezembro de 1957 e a estação posteriormente demolida. A linha foi retida para entregas de carvão à Usina Elétrica de Padiham até que foi fechada em 1993. A estação ferroviária mais próxima agora está em Hapton, cerca de 2 milhas (3,2 km) ao sul. A linha antiga foi convertida em uma trilha / pista / ciclovia chamada Padiham Greenway, concluída em junho de 2010.

### Ônibus
A cidade é servida pelos serviços da Burnley Bus Company de Accrington, Burnley, Nelson, Colne e além, e por um serviço da Blackburn Bus Company 152 de Burnley, Blackburn e Preston. 

### Estradas
Os cruzamentos 8 e 10 da M65 ficam a cerca de 2 milhas (3 km) do centro da cidade. A junção 8 da M65 também dá acesso à autoestrada A56 que leva à M66 e acesso à rede de autoestradas de Manchester.

### Ar
O aeroporto mais próximo, Manchester, fica a 50 minutos de carro. A melhor rota de transporte público é por Blackburn e depois por trem. Demora cerca de 2 horas e meio.

## Habitantes notáveis
William Blezard (1921–2003), compositor nascido em Padiham, trabalhou com Joyce Grenfell e outros artistas.
Thomas Birtwistle (1833–1912), sindicalista envolvido em greves dos tecelões de Padiham em 1859.
Richard Bradshaw (fl. 1900s) futebolista nascido em Padiham, que jogava pelo Blackpool F.C.
Maurice Green (1906–1987), editor dos jornais The Financial Times e The Daily Telegraph, que nasceu em Padiham.
Cyril Harrison (1901–1980), diretor administrativo da English Sewing Cotton Company, foi educado na Padiham Wesleyan School
Harry Hastie (fl. 1920), futebolista.

Gerardine Hemingway MBE (viva), estilista, esposa e sócia de Wayne Hemingway.